# Gössendorf
Gössendorf és un municipi del districte de Graz-Umgebung, a Estíria, Àustria. La seva superfície és de 7.21 km² i la població de 3.722 habitantes (2012); la densitat de població és de 492 h/km². La corporació municipal té la següent composició: 11 regidors de SPÖ, 6 ÖVP, 4 FPÖ.